# 入侵阿爾及爾 (1830年)
入侵阿爾及爾是發生於1830年的大規模軍事行動，查理十世統治的法蘭西王國對奧斯曼阿爾及利亞發動入侵並將其征服。
1529年，鄂圖曼帝國佔領阿爾及爾後，阿爾及爾便正式被鄂圖曼帝國吞併，並一直處於帝國的直接統治之下，直到1710年，阿爾及爾才在巴巴·阿里·沙乌什帶領下從鄂圖曼帝國取得了事實上的獨立，但阿爾及爾名義上仍是奧斯曼帝國的一部分。
阿尔及尔的代利克通过一个名为阿尔及尔的议会选举其统治者。这些统治者/国王被称为迪伊。由此可看出阿爾及爾為选举君主制政體。
1827年的一场外交事件，使得法國開始對阿尔及尔港发起封锁。经过三年的封鎖和衝突，以及一艘载有前往談判的法國大使的船只被迪伊炮擊後，法国軍方決心采取更強而有力的行动。而查理十世也需要轉移人民對法國動盪的國內事務的注意力，這些因素最終促成了遠征。
入侵阿尔及尔開始於1830年7月5日，由迪佩雷上將率領的一支舰队對阿爾及爾進行炮擊，同時路易·德·布爾蒙率領的陸軍開始登陆。法軍很快击败了阿爾及爾统治者胡塞因迪伊的军队，但卻受到當地人的激烈抵抗。法國為了根除這些抵抗運動對法國政權的反抗，開始了一场持续45年以上的军事行动。
这次入侵標誌着阿爾及爾攝政數個世紀的統治終結，和法属阿尔及利亚的建立。
1848年，阿尔及尔周围被法國征服的领土建省，這奠定了現代阿爾及利亞的領土。

## 背景
在拿破崙戰爭期間，奧斯曼阿爾及利亞从地中海贸易和法国大量进口食物中賺取大筆利潤，但主要皆是以延期付款。因為不斷下降的收入，阿爾及爾的迪伊決定通過增稅解決，但遭到当地农民的反抗，使得國內的不穩定加劇，并造成對欧洲和美利坚合众国商船的海盗活動增加。導致了第一次巴巴里战争和第二次巴巴里战争，最終於1816年8月，英國海軍上將愛德華·佩柳对阿尔及尔进行了海军炮擊，以報復阿爾及爾對歐洲奴隸的大屠殺。
而同時法國國內對法蘭西王國的不滿逐步上漲。为了分散民眾對國內事務的注意力，查理十世决定进行一次殖民远征。

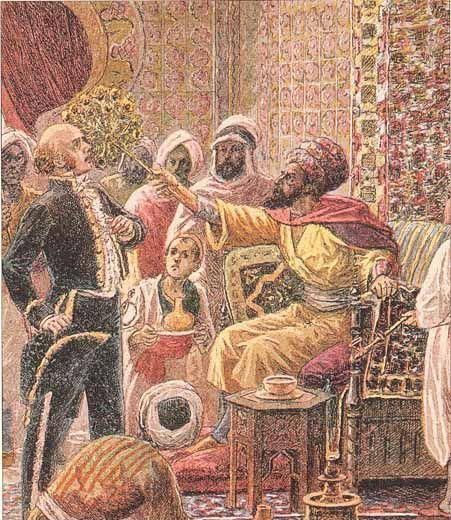
作为入侵借口的“拂脸事件”。

1827年，阿爾及爾的統治者胡塞因迪伊召见法国领事皮埃尔·德瓦尔，要求法国支付1799年購買小麦后长期拖欠的債務，這些物資当时被督政府用於支持拿破仑遠征埃及。由于没有决策权，皮埃尔表示国王无法回答他的问题，胡塞因迪伊怒不可遏，激動地用他的拂塵拍了领事三下，引起外交事件。由于迪伊拒绝道歉，查理十世決定以此为借口对阿尔及尔港发起持續三年的封鎖，但這些封鎖的受害者主要是商人，巴巴里海盜依然能夠繞過封鎖線。当法国于1829年派遣大使提出雙方談判時，胡塞因迪伊以向法國船隻發射砲彈作為回應。法国随后决定采取更强有力的行动。
法國國王查理十世决定在阿尔及尔海岸進行一次惩罚性遠征，以惩罚阿爾及爾人的「无耻」，并铲除以阿尔及尔为避风港的巴巴里海盗。此行動的海军司令由迪佩雷上將擔任，但他出於安全設想並不支持此行動，但最終他还是被赋予了舰队的指挥权。陸軍司令則由路易·德·布爾蒙擔任。
5月16日，一支由103艘战舰和464艘运输船组成的龐大舰队和由37,612人組成的陸軍离开土伦港。由于第一帝国时期的偵查，这片土地對法軍並不陌生，位於阿尔及尔以西25公里的西迪弗雷吉半岛被选为登陸點。舰队的先头部队于5月31日抵达阿尔及尔，但直到6月14日，整支艦隊才全數到達。

## 战斗序列

### 法国海军

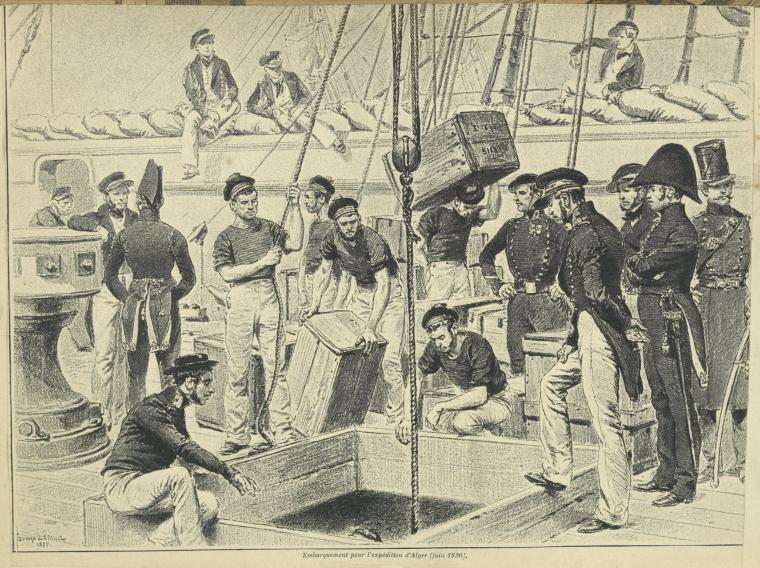
水手们为远征装载貨物。

- 赫丘利號（英语：French ship Hercule (1815)）（74），旗舰。迪佩雷上将
- 马伦戈號（英语：French ship Marengo (1810)） (74)
- 三叉戟號（英语：French ship Trident (1811)） (74)
- 迪凱納號（英语：French ship Duquesne (1813)） (80)，巴佐什上尉
- 阿爾赫西拉斯號（英语：French ship Algésiras (1823)） (80)
- 征服者號（英语：French ship Conquérant (1812)） (80)
- 布雷斯劳號（英语：French ship Breslaw (1808)） (80)
- 库洛内號（英语：French ship Couronne (1824)） (74)
- 馬賽號（英语：French ship Ville de Marseille (1812)） (74)，護衛艦
- 科洛賽號（英语：French ship Colosse (1813)） (60)
- 墨爾波墨涅號（英语：French frigate Melpomène (1828)） (60)
- 阿瑞圖薩號（英语：French frigate Aréthuse (1812)） (46)，護衛艦
- 波麗娜號（英语：French frigate Pauline (1807)） (44)
- 忒提斯號（英语：French frigate Thétis (1819)） (44)
- 普洛塞庇娜號（英语：French frigate Proserpine (1809)） (44)
- 斯芬克斯號（英语：French corvette Sphinx (1829)）
- 纳格號

## 阿尔及利亚對入侵的準備
隨著緊張局勢的加劇和與法國的開戰，阿爾及利亞人開始動員起來。马赫赞附庸下的來自君士坦丁、奧蘭和蒂特里各部落的贝伊被徵招。小卡比利亞地區的卡拜爾戰士戰士部落也被徵招，並由穆罕默德·本·扎穆姆謝赫指揮。阿爾及爾的奧賈克人也被調動起來，易卜拉欣阿迦被任命為阿爾及利亞軍隊的最高指揮官。當胡塞因迪伊宣布對法國侵略者進行神聖的聖戰時，來自全國各地的許多志願軍加入了聖戰軍。此外，還有幾封信被寄給了以武功聞名全國的數個部落。
卡比利亞的所有人民，以及所有的名人和領袖，祝你有美好的一天。法国人決心登陸并占领阿尔及尔的首都。你們是一个以勇气和对伊斯兰教的奉献而闻名的民族。 領袖号召你参加圣战，以爲在这个世界和来世获得榮譽，就像你的祖先在1541年与查理五世戰鬥一样。谁想在来世获得幸福，就必须在應當的时候全身心地投入到聖戰中。当异教徒在我们的领土上时，圣战是宗教給予我们的义务。
此為易卜拉欣阿迦寄给卡拜爾部落的信件內容。
阿尔及利亚军队的确切人数和组成很難估計，部分歷史學家估计约为25,000-30,000人，而部分則估計為50,000人以上。

## 入侵

### 法国登陆

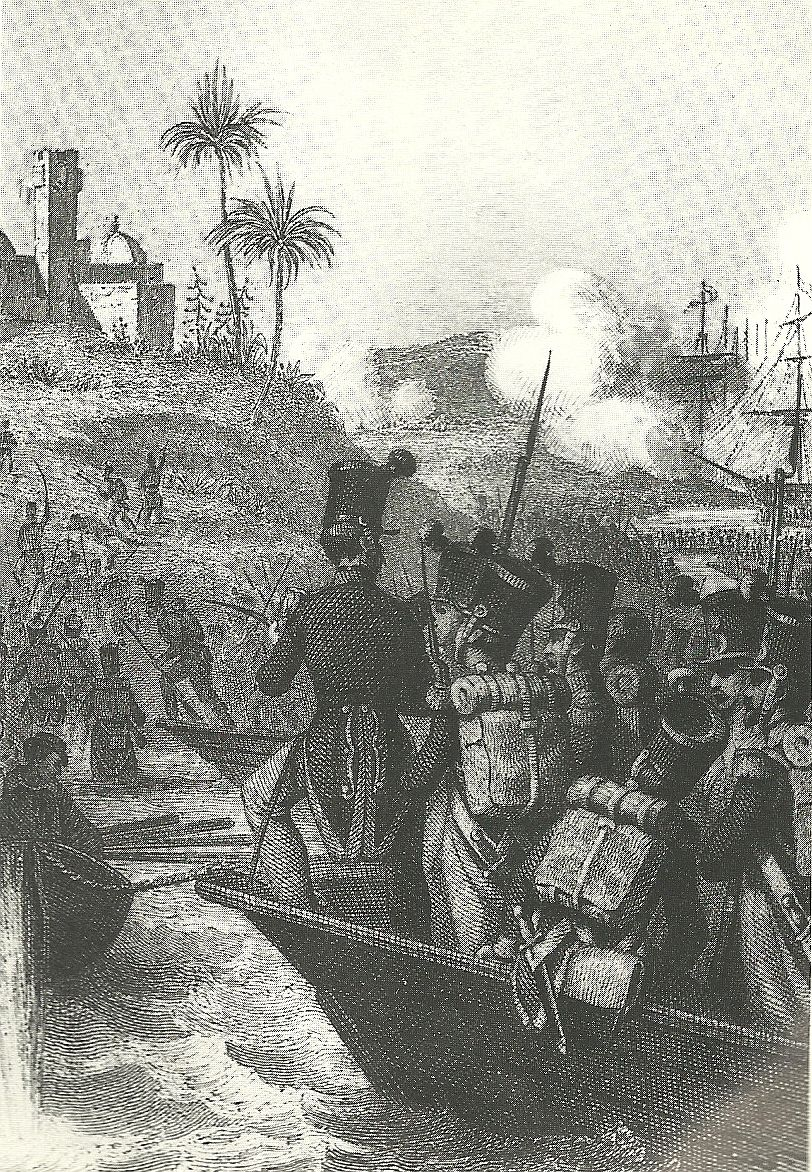
1830年6月14日登陆西迪弗雷吉。

1830年6月14日上午，由34,000名士兵组成的法国远征军分为三个师，开始在西迪弗雷吉半岛登陆。登陆后，皮埃尔·贝尔特泽纳将军率领的师迅速占领了阿爾及爾人的炮台，並成功建立了一个滩头阵地，以保护其余部队的登陆。在法军登陸後，他们不断遭到來自阿爾及爾先遣部隊的騷擾游擊。

### 施陶埃利战役
正当法军慢慢地將部隊和装备下船时，胡塞因迪伊的三名來自奥兰、蒂特里和美狄亚的贝伊以及各种戰士响应了他的号召，开始在法軍附近的斯塔韦利高原上的一个大营地部署部隊。6月19日清晨，由易卜拉欣阿迦率领的阿尔及利亚部队因認為只有恐惧才能使法軍停止前進，開始从高原上向下突擊，袭击了已经下船的两个法国师。短暫的交戰後，阿尔及利亚的进攻被击退，法国军队開始追擊阿尔及利亚軍隊至他們在高原上的营地。法軍炮火和刺刀冲锋最终将阿尔及利亚軍隊的撤退变成了全面溃败。 到了中午，法軍已经占领了阿尔及利亚人的的营地，许多由贝伊集结的部队都陷入恐慌開始逃跑。在被遺棄的营地中，法軍发现了大量遗弃的财富、武器、食物和牲畜。
尽管法軍取得了成功，但布尔蒙决定在所有部队下船之前不再进行下一步行动。与此同时，胡塞因迪伊在接下来的三天里積極的試圖集结戰鬥后分散的部队。而在他的號召下每天都有越来越多志願軍来到阿爾及爾，而法軍在登陸後的不作为也給了阿尔及利亚人對戰鬥的信心。

### 西迪哈利夫战役

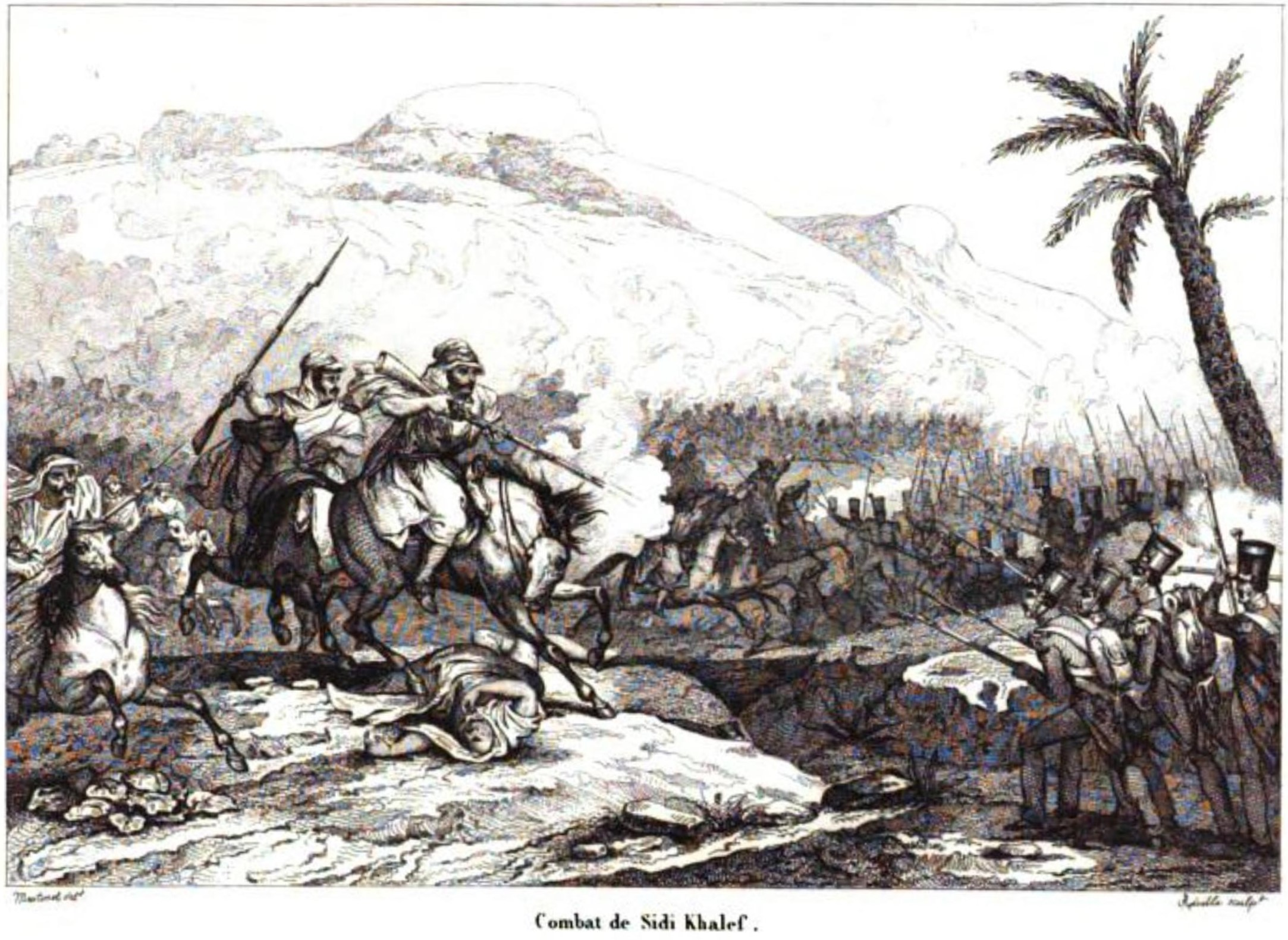
西迪哈利夫战役。

6月24日上午，阿尔及利亚部队返回斯塔韦利高原，并部署在法国前哨前。当法国第1师以纵队向他们進軍时，阿尔及利亚部队開始向高原边缘的西迪哈利夫村撤退。经过一番战斗，阿尔及利亚人被法軍刺刀冲锋击溃。這場戰鬥法軍的損失非常輕微，但法国陸軍总司令的其中一個兒子阿梅代·德·布尔蒙（Amédée de Bourmont）是陣亡者之一。

### 炮擊阿尔及尔

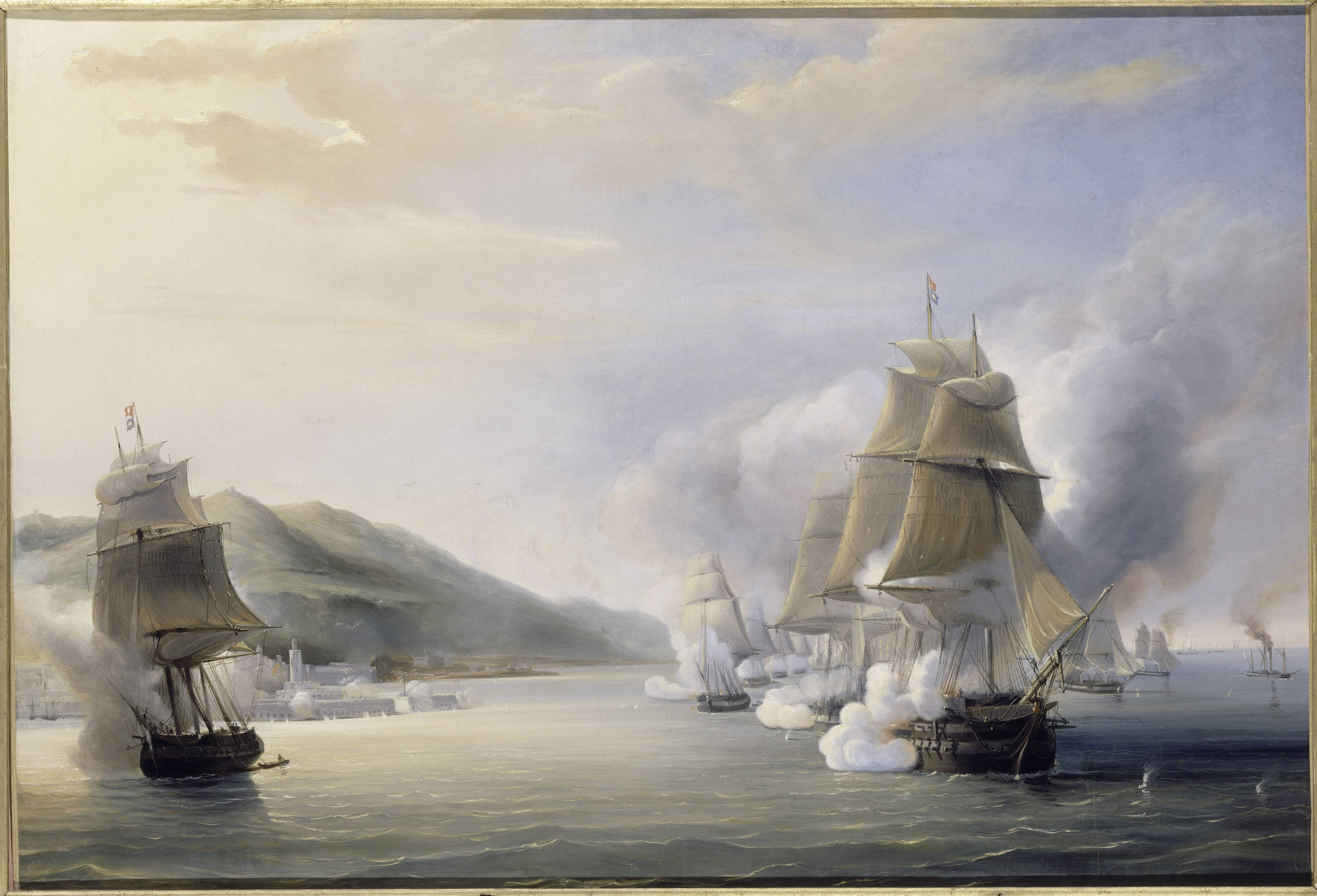
迪佩雷上将的攻击。

7月3日，迪佩雷上將率領部分军舰炮擊了阿尔及尔的海防。但因法國船艦距离海岸相对较远，因此仅對防禦工事造成轻微破壞。

### 圍攻穆莱哈桑堡垒

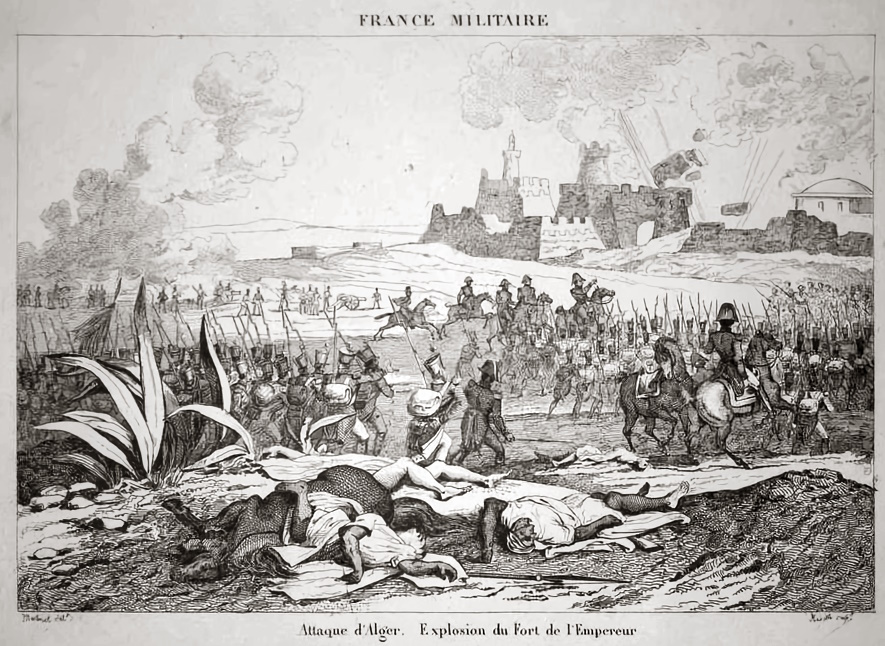
穆莱哈桑堡垒的爆炸

6月29日，法国军队抵达穆莱哈桑堡垒附近，这是一座古老的鄂圖曼帝国堡垒，法軍將其昵称为「Fort de l'Empereur」（皇帝堡），作为对神聖羅馬帝國皇帝查理五世的致敬，該堡壘為鄂圖曼帝国軍隊在他他的入侵時所建立的。6月30日，法軍工程兵开始挖掘战壕，为围攻做准备，7月3日，遠征軍所有的火砲已經抵達。7月4日凌晨，法军炮兵司令让·德拉伊特将军下令砲兵对所有堡壘炮台开火。守军立即还击，砲擊持續不斷。堡垒的驻军由大约800名耶尼切里和1,200名摩尔戰士组成，尽管遭受了法軍猛烈的炮擊，但他們依然堅守抵抗數個小時。
在約上午十點，由於所有的城防掩護都被摧毁，堡垒的守军停止射击，並決定撤退。守军随后收集了剩下的火药將堡垒炸毀，然后逃离了堡壘。約2,000人的守軍只有一半幸存并返回古堡。

### 阿尔及尔的投降
随着堡垒的崩潰，这座城市開始被法國遠征軍佔領。法軍带着大量大炮在堡垒的废墟中开始与阿尔及尔的阿尔及尔堡防禦工事交火。
中午过后，一位特使抵達法国防线，試圖透過以向法国国王的正式道歉和賠償法国遠征的战争开支的谈判條件让法国撤军，但法軍拒绝和談。 不久之后，又有两名代表来到法国防線談判停战，他們決心達成和平协议。他们还提议将迪伊的首級交给法国人，但法軍仍然拒绝。 路易·德·布爾蒙明白地告诉他们，法軍想要这座城市、它的舰队、摄政王的国库以及土耳其軍隊的撤離。并承诺如果这些条件達成，法軍將不会掠夺居民的房屋。且胡塞因迪伊也被允许在流放时随身携带他的个人财富。第二天上午的11點左右，两位代表离开法軍營地商討，最終告訴法軍阿爾及爾人同意了他們的条件。法军于7月5日中午进入该市。
几天后，胡塞因迪伊和他的家人登上了一艘护卫舰，启程前往那不勒斯。

## 影響
随着法国入侵阿尔及尔，一些阿尔及利亚人向西迁移到得土安。他们傳播了果仁蜜饼、咖啡和现在用于制作帕斯蒂拉餡派的菲洛酥皮糕點。

## 註腳
1. 1 2 3  Karim 2016，第56頁.
2. ↑  Ajayi 1989，第500頁.
3. ↑  D'Ault-Dumesnil 1868，第131頁.
4. ↑  McDougall 2017，第51頁.
5. ↑  Didot 1831，第80頁.
6. ↑  Reynaud 1836，第24頁.
7. ↑  Fillias 1865，第33頁.
8. ↑  Sur la terre d'Afrique !.
9. ↑  McDougall 2017，第52頁.
10. ↑  De Quatrebarbes 1831，第35頁.
11. ↑  Faivre d'Arcier 1895，第223頁.
12. 1 2  Watson 2003，第20頁.
13. ↑  Conquête d'Alger ou pièces sur la conquête d'Alger et sur l'Algérie 1831，第20頁.
14. ↑  Nouvelle librairie de France 1970，第33頁.
15. ↑  De Quatrebarbes 1831，第40頁.
16. ↑  Association 1918.
17. ↑  Kaddache 2009，第413頁.
18. 1 2  Couband 2003，第12, 15, 28, 36.頁.
19. 1 2  Serval 1965.
20. ↑  Hurst 1979，第89頁.
21. ↑  Bakri-Busnach affair
22. ↑  魏春洋 2009.
23. ↑  Pellew 2011.
24. ↑  berthet & 1884 208.
25. ↑  Eisenbeth 1937，第17-18頁.
26. ↑  Martin 1936，第20-21頁.
27. ↑  Abun-Nasr 1987，第250頁.
28. ↑  Barbiche 1999.
29. ↑  Marchioni 2007，第63頁.
30. ↑  Rousset 1879，第135頁.
31. ↑  Chachoua 1903.
32. ↑  A bis Arad 1864.
33. ↑  Gaskell 1875.
34. ↑  Rousset 1879，第138頁.
35. ↑  Rousset 1879，第147頁.
36. ↑  Rousset 1879，第156頁.
37. ↑  Blakesley 1859，第69頁.
38. 1 2 3  Rousset 1879，第164頁.
39. ↑  D'Ault-Dumesnil 1868，第258頁.
40. ↑  D'Ault-Dumesnil 1868，第259頁.
41. 1 2  Rousset 1879，第168頁.
42. ↑  Pellissier de Reynaud 1854，第64頁.
43. ↑  Rousset 1879，第207頁.
44. 1 2 3  D'Ault-Dumesnil 1868，第314頁.
45. ↑  Rousset 1879，第314頁.
46. ↑  D'Ault-Dumesnil 1868，第317頁.
47. ↑  Pellissier de Reynaud 1854，第51頁.
48. ↑  Rousset 1879，第212頁.
49. 1 2  Rousset 1879，第215頁.
50. 1 2  De Quatrebarbes 1831，第63頁.
51. ↑  Rousset 1879，第214頁.
52. ↑  De Quatrebarbes 1831，第64頁.
53. ↑  De Quatrebarbes 1831，第65頁.
54. ↑  De Quatrebarbes 1831，第70頁.
55. ↑  Gaul 2019.
56. ↑  Bouhlila 2012，第128–129頁.